# Mariya Lasitskene
Mariya Alexándrovna Lasitskene (en ruso: Мария Александровна Ласицкене, nacida Mariya Alexándrovna Kúchina, Prokhladny, 14 de enero de 1993) es una deportista rusa que compite en atletismo, especialista en la prueba de salto de altura.
Participó en los Juegos Olímpicos de Tokio 2020, obteniendo una medalla de oro en el salto de altura.
Ganó tres medallas de oro en el Campeonato Mundial de Atletismo entre los años 2015 y 2019, y dos medallas en el Campeonato Mundial de Atletismo en Pista Cubierta, en los años 2014 y 2018.
Además, obtuvo dos medallas en el Campeonato Europeo de Atletismo, oro en 2018 y plata en 2014, y dos medallas de oro en el Campeonato Europeo de Atletismo en Pista Cubierta, en los años 2015 y 2019.

## Palmarés internacional
| Juegos Olímpicos                     | Juegos Olímpicos         | Juegos Olímpicos | Juegos Olímpicos |
| Año                                  | Lugar                    | Medalla          | Prueba           |
| ------------------------------------ | ------------------------ | ---------------- | ---------------- |
| 2020                                 | Tokio (Japón)            | Medalla de oro   | Salto de altura  |
| Campeonato Mundial                   |                          |                  |                  |
| Año                                  | Lugar                    | Medalla          | Prueba           |
| 2015                                 | Pekín (China)            | Medalla de oro   | Salto de altura  |
| 2017                                 | Londres (Reino Unido)    | Medalla de oro   | Salto de altura  |
| 2019                                 | Doha (Catar)             | Medalla de oro   | Salto de altura  |
| Campeonato Mundial en Pista Cubierta |                          |                  |                  |
| Año                                  | Lugar                    | Medalla          | Prueba           |
| 2014                                 | Sopot (Polonia)          | Medalla de oro   | Salto de altura  |
| 2018                                 | Birmingham (Reino Unido) | Medalla de oro   | Salto de altura  |
| Campeonato Europeo                   |                          |                  |                  |
| Año                                  | Lugar                    | Medalla          | Prueba           |
| 2014                                 | Zúrich (Suiza)           | Medalla de plata | Salto de altura  |
| 2018                                 | Berlín (Alemania)        | Medalla de oro   | Salto de altura  |
| Campeonato Europeo en Pista Cubierta |                          |                  |                  |
| Año                                  | Lugar                    | Medalla          | Prueba           |
| 2015                                 | Praga (República Checa)  | Medalla de oro   | Salto de altura  |
| 2019                                 | Glasgow (Reino Unido)    | Medalla de oro   | Salto de altura  |